# Другий Ліонський собор
Дру́гий Ліо́нський собо́р — Вселенський собор католицької церкви, скликаний у місті Ліон 1274 року папою Григорієм X для укладення унії з православною церквою та укріплення церковної дисципліни.
Візантійський імператор Михаїл VIII Палеолог пообіцяв Папі Римському добиватися примирення церков з політичних та економічних міркувань — щоб відкласти похід західних правителів на Константинополь і отримати на Заході позики для ведення воєн. Об'єднання церков на Ліонському соборі (Ліонська унія) отримало повне схвалення 200 католицьких єпископів і посланців імператора. Константинопольський патріарх Йосип Галесіот, який опирався унії, був зміщений, і на його місце призначено поборника унії Івана XI Веккоса.
Ліонська унія протрималась до 1281 року. Після смерті батька імператор Андронік II скликав собор східної православної церкви, який визнав рішення Ліонського собору недійсними.
На Ліонському соборі було встановлено нині чинний порядок обрання Пап (прискорення виборів нового папи) та врегульовано діяльність церковних орденів. З першого питання було прийнято рішення обирати понтифіків винятково конклавом і заборонити кардиналам залишати конклав доти, доки не буде названо ім'я нового понтифіка. З другого питання було схвалено створення двох чернечих орденів — домініканського і францисканського; число жебручих орденів було зведено до чотирьох. На соборі чекали відомих теологів, Бонавентура та Тому Аквінського, але перший помер під час собору, а другий — дорогою на нього.
Також на соборі було остаточно сформовано та затверджено як обов'язковий догмат католицької церкви — філіокве.
На другому Ліонському соборі продовжили обговорювати питання, яке піднімалось на Першому Ліонському соборі, щодо організації нового хрестового походу проти монголо-татар. Проте, розмови щодо Дев'ятого хрестового походу, незважаючи на всі зусилля папи Григорія, не втілилися в життя. Похід передбачалося здійснити проти Золотої Орди в союзі з ільханідом Абаком, представник якого на соборі в знак серйозності намірів хана прийняв хрещення.